# 웨양시
웨양(중국어 간체자: 岳阳, 정체자: 岳陽, 병음: Yuèyáng, 악양)은 중국 후난성의 지급시이다. 둥팅호와 접하고 있다. 웨양은 14,898 평방 킬로미터의 면적을 차지하며, 인구는 510만명이다. 웨양 최고의 명물로는 두보의 시 등악양루로 널리 알려진 악양루가 있다.

## 역사
현재의 웨양이라고 불리는 지역은 3000년이 넘게 사람이 살았다. 춘추전국시대에는 초나라에 속했고 기원전 505년에 서미성(西糜城)이 세워졌다는 것이 사서에 남아있는 가장 오래된 웨양 시의 기록이다. 진에 의해 중국이 통일되면서 웨양 시의 대부분은 장사군 나현(羅县)이 되었다가 한나라 때는 장사국의 준현(雋县)에 속하였다. 210년, 손권은 현재의 핑장 현 동남쪽에 한창군(汉昌郡)을 설치해, 오늘날 웨양의 행정 범위의 모습을 갖추었다.
서진이 성립하면서 280년에는 파릉현(巴陵县)으로, 291년에는 파릉군(巴陵郡)으로 개편되었다. 수나라 때는 주제의 시행으로 파주(巴州)가 설치되었고 591년에는 악주(岳州)로 개칭되었다.
송나라 때 크게 요새화되어 도시를 둘러싼 6km의 성벽이 세워졌고 군사 행정구역이 설치되었다. 태평천국운동 때인 1852년에 반란군에 의해 포위되었고 장강 계곡에서 난징까지의 진격의 중요한 무대가 되었다.
악주는 중화민국 때까지 이어졌고 1913년에는 악주 파릉현을 웨양 현으로 개칭하였다. 1983년에 지급시로 승격해 현재에 이르고 있다.

## 행정 구역
3개의 직할구와 4개의 현 그리고 2개의 현급시가 있다.
|             |          |
| 시할구      |          |
| 쥔산 구     | 君山区   |
| 웨양러우 구 | 岳阳楼区 |
| 윈시 구     | 云溪区   |
| 현급시      |          |
| 린샹 시     | 临湘市   |
| 미뤄 시     | 汨罗市   |
| 현          |          |
| 웨양 현     | 岳阳县   |
| 화룽 현     | 华容县   |
| 샹인 현     | 湘阴县   |
| 핑장 현     | 平江县   |

## 기후
연평균 기온은 16.4-17.0°C이고 겨울 평균기온은 5°C 내외, 여름 평균기온은 29°C 내외이다. 무상일수는 260일이고 연 일조시간은 1717~1814시간이다. 연평균 강수량은 1200~1500mm이다.
| 웨양시의 기후                                                 | 웨양시의 기후 | 웨양시의 기후 | 웨양시의 기후 | 웨양시의 기후 | 웨양시의 기후 | 웨양시의 기후 | 웨양시의 기후 | 웨양시의 기후 | 웨양시의 기후 | 웨양시의 기후 | 웨양시의 기후 | 웨양시의 기후 | 웨양시의 기후   |
| 월                                                            | 1월           | 2월           | 3월           | 4월           | 5월           | 6월           | 7월           | 8월           | 9월           | 10월          | 11월          | 12월          | 연간            |
| ------------------------------------------------------------- | ------------- | ------------- | ------------- | ------------- | ------------- | ------------- | ------------- | ------------- | ------------- | ------------- | ------------- | ------------- | --------------- |
| 역대 최고 기온 °C (°F)                                        | 22.5 (72.5)   | 28.0 (82.4)   | 32.6 (90.7)   | 33.4 (92.1)   | 35.4 (95.7)   | 36.6 (97.9)   | 39.2 (102.6)  | 37.5 (99.5)   | 37.2 (99.0)   | 32.5 (90.5)   | 29.5 (85.1)   | 23.1 (73.6)   | 39.2 (102.6)    |
| 일평균 최고 기온 °C (°F)                                      | 8.2 (46.8)    | 11.1 (52.0)   | 15.5 (59.9)   | 21.7 (71.1)   | 26.2 (79.2)   | 29.3 (84.7)   | 32.1 (89.8)   | 31.8 (89.2)   | 27.9 (82.2)   | 22.6 (72.7)   | 16.7 (62.1)   | 10.8 (51.4)   | 21.2 (70.1)     |
| 일일 평균 기온 °C (°F)                                        | 5.3 (41.5)    | 7.9 (46.2)    | 12.0 (53.6)   | 18.0 (64.4)   | 22.6 (72.7)   | 26.1 (79.0)   | 29.1 (84.4)   | 28.5 (83.3)   | 24.3 (75.7)   | 19.0 (66.2)   | 13.3 (55.9)   | 7.7 (45.9)    | 17.8 (64.1)     |
| 일평균 최저 기온 °C (°F)                                      | 3.1 (37.6)    | 5.4 (41.7)    | 9.4 (48.9)    | 15.1 (59.2)   | 19.8 (67.6)   | 23.6 (74.5)   | 26.7 (80.1)   | 26.0 (78.8)   | 21.7 (71.1)   | 16.4 (61.5)   | 10.7 (51.3)   | 5.3 (41.5)    | 15.3 (59.5)     |
| 역대 최저 기온 °C (°F)                                        | −5.1 (22.8)   | −5.4 (22.3)   | −1.3 (29.7)   | 2.3 (36.1)    | 10.3 (50.5)   | 14.3 (57.7)   | 20.0 (68.0)   | 16.7 (62.1)   | 11.1 (52.0)   | 5.6 (42.1)    | −1.5 (29.3)   | −5.9 (21.4)   | −5.9 (21.4)     |
| 평균 강수량 mm (인치)                                         | 67.1 (2.64)   | 82.6 (3.25)   | 118.4 (4.66)  | 175.5 (6.91)  | 188.4 (7.42)  | 202.9 (7.99)  | 192.1 (7.56)  | 106.4 (4.19)  | 69.4 (2.73)   | 73.3 (2.89)   | 77.0 (3.03)   | 40.2 (1.58)   | 1,393.3 (54.85) |
| 평균 강수일수 (≥ 0.1 mm)                                      | 11.7          | 12.0          | 14.6          | 14.2          | 14.2          | 12.9          | 10.8          | 9.0           | 8.0           | 9.7           | 9.6           | 9.0           | 135.7           |
| 평균 강설일수                                                 | 4.5           | 2.5           | 0.7           | 0             | 0             | 0             | 0             | 0             | 0             | 0             | 0.2           | 1.9           | 9.8             |
| 평균 상대 습도 (%)                                            | 76            | 76            | 76            | 76            | 76            | 80            | 77            | 78            | 78            | 76            | 75            | 73            | 76              |
| 평균 월간 일조시간                                            | 79.8          | 81.5          | 99.8          | 133.3         | 155.6         | 151.7         | 224.7         | 219.0         | 166.1         | 140.8         | 120.7         | 107.4         | 1,680.4         |
| 가능 일조율                                                   | 25            | 26            | 27            | 34            | 37            | 36            | 53            | 54            | 45            | 40            | 38            | 34            | 37              |
| 출처: 중국기상국 (평년값: 1991년~2020년, 극값: 1981년~2010년) |               |               |               |               |               |               |               |               |               |               |               |               |                 |

## 경제
웨양은 화공, 건재, 가전, 제지업, 사료, 의약품을 중심으로 하는 공업도시로서 발전하고 있다.

## 여행
- 쥔 산(君山)
- 악양루(웨양 루)(岳阳楼)
- 둥팅호(洞庭湖)
- 장유잉 촌(张谷英村)
- 구지치(屈子祠)

## 자매 도시
- 일본 누마즈시 (1985)
- 미국 티터스빌 (1988)
- 캐나다 캐슬가 (1992)
- 불가리아 스타라자고라 (1992)
- 오스트레일리아 City of Cockburn (1998)
- 미국 쿠퍼티노 (2005)
- 미국 살리나스 (2010)